# Amakusanthura aokii
Amakusanthura aokii is een pissebed uit de familie Anthuridae. De wetenschappelijke naam van de soort is voor het eerst geldig gepubliceerd in 2004 door Nunomura.